# Noachis Terra
Noachis Terra est une vaste région martienne de terrains anciens et fortement cratérisés située dans l'hémisphère sud de la planète, dans les quadrangles de Sinus Sabaeus, d'Argyre, de Noachis et de Mare Australe, à l'ouest du grand bassin d'impact d'Hellas Planitia. Atteignant 4 800 km dans sa plus grande extension et centrée par 44,7° S et 10,0° E, cette région se situe généralement à une altitude de 1 000 à 2 000 m au-dessus du niveau de référence martien, hormis au fond des nombreux cratères qui la parsèment.

## Géographie et géologie
Noachis Terra est limité à l'ouest par Argyre Planitia, au sud par Planum Australe, à l'est par Hellas Planitia, au nord-est par Terra Sabaea, au nord par Arabia Terra et au nord-ouest par Margaritifer Terra.
Cette région, dont le nom dérive du latin « terre de Noé, » a donné son nom à l'éon du Noachien, correspondant aux terrains vieux de plus de 3,5 milliards d'années selon la chronologie standard (plus de 3,7 milliards d'années selon l'échelle de Hartmann & Neukum).